# مقاطعة كوفمان (تكساس)
مقاطعة كوفمان (بالإنجليزية: Kaufman  County)‏ هي إحدى المقاطعات في ولاية تكساس، الولايات المتحدة الأمريكية.